# Тамара Маккинли
Тамара Маккинли (на английски: Tamara McKinley) е австралийска писателка на произведения в жанра психологически трилър и фамилен любовен роман. Пише и под псевдонима Ели Дийн (на английски: Ellie Dean).

## Биография и творчество
Тамара Маккинли е родена на 25 февруари 1948 г. в Лонсестън, Тасмания, Австралия. Отраства до 10-годишна в Девънпорт, Тасмания, след което заминава с баба си в Англия. Учи в девически интернат в Съсекс.
Завършва колеж за секретарки и работи на различни места – към местния съвет, за фирма за доставка на риба, частно училище и към лагер за почивка.
Омъжва се за приятеля си Оливър, с когото се познава от 16-годишна. Имат 3 деца – Брет, Уейн и Нина.
След като отглежда трите си деца в областта Ийстбърн, започва да пише психологически трилъри. Първият ѝ роман, семейната сага „Последният валс на Матилда“, е публикуван през 1999 г.
Романите ѝ са със сюжети, които се развиват в Австралия и са свързани с нейната история, население и природа. Всяка година Маккинли пътува до родината си, където прави проучвания за следващия си роман.
Произведенията на писателката често са в списъците на бестселърите. Те са преведени на 20 езика и са издадени в над 2 милиона екземпляра по света.
Като Ели Дийн издава поредицата Cliffehaven, която е продадена в над 1 милион екземпляра.
Тамара Маккинли живее със семейството си в района на Саут Даунс в Южна Англия. През 2020 г. съпругът ѝ почива и няколко месеца по-късно Маккинли обявява, че се пенсионира.

## Произведения

### Самостоятелни романи
- Matilda's Last Waltz (1999)
Последният валс на Матилда, изд. ИК „Бард“, София, 2001, прев. Теодора Божилчева
- Jacaranda Vines (2001)
- Windflowers (2002)
- Summer Lightning (2003)
- Undercurrents (2004)
- Dreamscapes (2005)
- The Ocean child (2013)
- Firestorm (2013)
- Echoes from Afar (2015)
- Spindrift (2017)

### Серия „Океания“ (Oceana)
1. Lands Beyond the Sea (2007)
2. A Kingdom for the Brave (2008)
3. Legacy (2009)